# 静岡市立長田南小学校
静岡市立長田南小学校（しずおかしりつ おさだみなみしょうがっこう）は、静岡県静岡市駿河区広野4丁目にある公立小学校。

## 沿革
- 1886年（明治19年）6月1日 - 「晃陽尋常小学校」として創立[1]。
- 1889年（明治22年）6月7日 - 「長田南小学校」と改称[1]。
- 1912年（大正元年）8月31日 - 「長田南尋常小学校」と改称[1]。
- 1934年（昭和9年）10月 - 長田村が静岡市に編入され「静岡市長田南尋常小学校」と改称[1]。
- 1947年（昭和22年）4月 - 「静岡市立長田南小学校」と改称[1]。
- 1986年（昭和61年）11月1日 - 創立100周年記念式典[1]。

## 通学区域
駿河区

| - 青木 - 大和田 - 小坂 - 小坂一～三丁目 - 石部 - 広野 - 広野一～六丁目 | - 広野海岸通 - 港 - 用宗 - 用宗一～五丁目 - 用宗小石町 - 用宗城山町 - 用宗巴町 |

## 出身者
- 秋本倫孝
- 尾崎瑛一郎

## アクセス
- しずてつジャストライン用宗線 「広野 長田南小学校」停留所から、徒歩1分